# Luisa Enrichetta Francesca di Lorena
Luisa Enrichetta Francesca di Lorena (Francia, 1707 – Parigi, 31 marzo 1737) è stata una nobildonna francese e membro del Casato di Guisa, un ramo cadetto del Casato di Lorena.
Fu l'ultima moglie di Emmanuel Théodose de La Tour d'Auvergne (1668–1730).

## Biografia
La maggiore di quattro figli, l'altra sorella sopravvissuta Maria Elisabetta Sofia di Lorena fu la moglie di Louis François Armand de Vignerot du Plessis de Richelieu. Prima del suo matrimonio, era denominata Mademoiselle de Guise.
Membro del Casato di Guisa fondato da Claudio, Duca di Guisa, fu una Principessa di Lorena in quanto discendente patrilineare di Renato II, Duca di Lorena. A corte, lei, come la sua famiglia Lorena, detenevano il rango di Prince étranger, un rango che era immediatamente inferiore a quello della Famiglia Reale ed i Principe del sangue. Ciò le dava anche diritto all'appellativo di Sua Altezza.
Relazioni familiari comprendevano Emanuele Maurizio, Duca d'Elbeuf, secondo cugino di suo marito attraverso la madre di Emanuele Maurizio, Élisabeth de La Tour d'Auvergne. Altri includono la Badessa di Remiremont, la Principessa di Epinoy ed una Regina consorte di Sardegna.
Fu descritta very pretty; rather tall than short; neither stout nor slender; an oval face; a broad forehead; black eyes and eyebrows; brown hair; very wide mouth and very red lips
.
Si sposò il 21 marzo 1725, la coppia non ebbe un figlio fino a quattro anni dopo. Ebbero una femmina chiamata Marie Sophie Charlotte che è un'antenata dell'attuale Duca de Mouchy, n ramo cadetto del Casato di Noailles. Suo marito morì nel 1730, lasciando Luisa Enrichetta Francesca vedova all'età di 23 anni.
Diventò in seguito amante del figliastro, Charles Godefroy de La Tour d'Auvergne, che era più grande di lei di un anno. Un altro amante fu il Conte di Clermont, un nipote di Luigi XIV e Madame de Montespan.
Luisa Enrichetta Francesca stessa morì nel marzo 1737 all'età di circa 30.
Suo cugino Gastone sposò Marie Louise de Rohan, sorella di Charles, Prince of Soubise. Charles a sua volta era marito della sua figliastra Anne Marie Louise.

## Discendenza
- Marie Sophie Charlotte de La Tour d'Auvergne (20 dicembre 1729–6 settembre 1763) sposò Charles Just de Beauvau, figlio di Marc de Beauvau, Principe di Beauvau ed ebbe figli. L'attuale Duca di Noailles discende da lei.

## Ascendenza
|                                        |                             |                              | Genitori                         |  |  | Nonni |  |  | Bisnonni                   |  |  | Trisnonni           |  |
|                                        |                             |                              |                                  |  |  |       |  |  | François-Louis de Lorraine |  |  | Charles II d'Elbeuf |  |
|                                        |                             |                              |                                  |  |  |       |  |  | François-Louis de Lorraine |  |  | Charles II d'Elbeuf |  |
|                                        |                             | Catherine de Bourbon-Vendôme |                                  |  |  |       |  |  | François-Louis de Lorraine |  |  |                     |  |
| Alphonse-Henri de Lorraine             |                             |                              |                                  |  |  |       |  |  | François-Louis de Lorraine |  |  |                     |  |
|                                        |                             | Anne d'Ornano                | Henri François Alphonse d'Ornano |  |  |       |  |  |                            |  |  |                     |  |
|                                        |                             | Anne d'Ornano                | Henri François Alphonse d'Ornano |  |  |       |  |  |                            |  |  |                     |  |
|                                        |                             | Anne d'Ornano                | Marguerite de Modène de Montlor  |  |  |       |  |  |                            |  |  |                     |  |
| Anne-Marie-Joseph de Lorraine          |                             | Anne d'Ornano                |                                  |  |  |       |  |  |                            |  |  |                     |  |
|                                        |                             | Charles de Brancas           | Georges de Brancas               |  |  |       |  |  |                            |  |  |                     |  |
|                                        |                             | Charles de Brancas           | Georges de Brancas               |  |  |       |  |  |                            |  |  |                     |  |
|                                        |                             | Charles de Brancas           | Julienne-Hippolyte d'Estrées     |  |  |       |  |  |                            |  |  |                     |  |
| Marie-Françoise de Brancas             |                             | Charles de Brancas           |                                  |  |  |       |  |  |                            |  |  |                     |  |
|                                        |                             | Suzanne Garnier              | Mathieu Garnier                  |  |  |       |  |  |                            |  |  |                     |  |
|                                        |                             | Suzanne Garnier              | Mathieu Garnier                  |  |  |       |  |  |                            |  |  |                     |  |
|                                        |                             | Suzanne Garnier              | Louise Bazin                     |  |  |       |  |  |                            |  |  |                     |  |
| Louise-Henriette-Françoise de Lorraine |                             | Suzanne Garnier              |                                  |  |  |       |  |  |                            |  |  |                     |  |
|                                        | Nicolas Jeannin de Castille | Pierre de Castille           |                                  |  |  |       |  |  |                            |  |  |                     |  |
|                                        | Nicolas Jeannin de Castille | Pierre de Castille           |                                  |  |  |       |  |  |                            |  |  |                     |  |
|                                        | Nicolas Jeannin de Castille | Charlotte Jeannin            |                                  |  |  |       |  |  |                            |  |  |                     |  |
| Gaspard Jeannin de Castille            | Nicolas Jeannin de Castille |                              |                                  |  |  |       |  |  |                            |  |  |                     |  |
|                                        |                             | Claude de Fieubet            | Gaspard de Fieubet               |  |  |       |  |  |                            |  |  |                     |  |
|                                        |                             | Claude de Fieubet            | Gaspard de Fieubet               |  |  |       |  |  |                            |  |  |                     |  |
|                                        |                             | Claude de Fieubet            | Claude Ardier                    |  |  |       |  |  |                            |  |  |                     |  |
| Marie Louise Jeannin de Castille       |                             | Claude de Fieubet            |                                  |  |  |       |  |  |                            |  |  |                     |  |
|                                        |                             | Nicolas Dauvet               | Gaspard Dauvet                   |  |  |       |  |  |                            |  |  |                     |  |
|                                        |                             | Nicolas Dauvet               | Gaspard Dauvet                   |  |  |       |  |  |                            |  |  |                     |  |
|                                        |                             | Nicolas Dauvet               | Isabelle Brûlart                 |  |  |       |  |  |                            |  |  |                     |  |
| Louise Diane Dauvet                    |                             | Nicolas Dauvet               |                                  |  |  |       |  |  |                            |  |  |                     |  |
|                                        |                             | Chrétienne de Lantage        | Jacques de Lantage               |  |  |       |  |  |                            |  |  |                     |  |
|                                        |                             | Chrétienne de Lantage        | Jacques de Lantage               |  |  |       |  |  |                            |  |  |                     |  |
|                                        |                             | Chrétienne de Lantage        | Anne de Foissy                   |  |  |       |  |  |                            |  |  |                     |  |
|                                        |                             | Chrétienne de Lantage        |                                  |  |  |       |  |  |                            |  |  |                     |  |

## Titoli, appellativi, onorificenze e stemma

### Titoli ed appellativi
- 1707 – 21 marzo 1725 Sua Altezza Mademoiselle de Guise
- 21 marzo 1725 – 17 aprile 1730 Sua Altezza la Duchessa di Bouillon
- 17 aprile 1730 – 31 march 1737 Her Highness the Dowager Duchess of Bouillon